# Aston Martin CC100
Der Aston Martin CC100 (auch Aston Martin CC100 Speedster Concept oder intern Aston Martin DBR100) ist ein zweisitziger Speedster, der anlässlich des 100-jährigen Jubiläums des Sportwagenbauers Aston Martin gebaut wurde.

## Allgemeines
Zum 100-jährigen Jubiläum der Marke sollte bei Aston Martin ein besonderer Sportwagen entstehen. Die Vorgaben besagten laut Aston-Martin-Chef-Designer Miles Nurnberger, dass das Auto sowohl die Historie widerspiegeln als auch einen Ausblick auf die Zukunft der Marke geben soll. In nur sechs Monaten entstand der Aston Martin CC100, der im Mai 2013 am Nürburgring erstmals der Öffentlichkeit vorgestellt wurde. Im Rahmenprogramm des 24-Stunden-Rennens führte der CC100, gefahren vom damaligen CEO von Aston Martin, Ulrich Bez, eine Paraderunde zur Feier des Unternehmensjubiläums über die Nürburgring-Nordschleife an. Ebenfalls Teil der Paraderunde war der von Stirling Moss gefahrene Aston Martin DBR1/300, der 1959 das 1000-km-Rennen auf dem Nürburgring gewann.
Äußerlich erinnert der CC100 stark an den Langstreckenrennwagen Aston Martin DBR1, der 1959 als erster und bisher einziger Wagen von Aston Martin das prestigeträchtige 24-Stunden-Rennen von Le Mans gewann und erheblich zur Bekanntheit der Marke beitrug. Wie sein Vorbild ist der Aston Martin CC100 ein sogenannter Speedster und hat weder ein Dach noch eine Windschutzscheibe. Die Karosserie ist im Grünton Alloro Green lackiert mit gelben Zierstreifen. Die mit Schnellverschlüssen befestigte Motorhaube trägt die Zahl 100 in Form einer Startnummer. Ein großer Kühlergrill mit einer gelben Einfassung dominiert die Frontpartie des CC100. Dieses Stilelement ist bei Aston Martin als Lipstick (deutsch: Lippenstift) bekannt und stammt aus dem Rennsport. An der Seite des Fahrzeuges fällt auf, dass die Türen fehlen. Sie sind durch Sicherheitsbügel ersetzt, die sich zum Ein- und Ausstieg ähnlich einer Scherentür öffnen lassen. Von innen werden die Sicherheitsbügel mit Lederschlaufen geschlossen und verriegelt. Überrollvorrichtungen hinter den Sitzen schützen die Insassen im Falle eines Überschlages vor möglichen Kopfverletzungen. Das Heck des Fahrzeuges ist weitestgehend unlackiert und hat für Aston Martin untypische, kreisrunde Heckleuchten, die sonst nur in Zagato-Sonderausführungen (beispielsweise dem Aston Martin Vanquish Zagato) der jeweiligen Modelle verwendet werden. Am unteren Bereich des Hecks ist ein großer Diffusor mit zwei außen davon positionierten Auspuffendrohren angebracht. Die Räder des CC100 sind geschmiedete 18-Zoll-Räder von APP Tech.

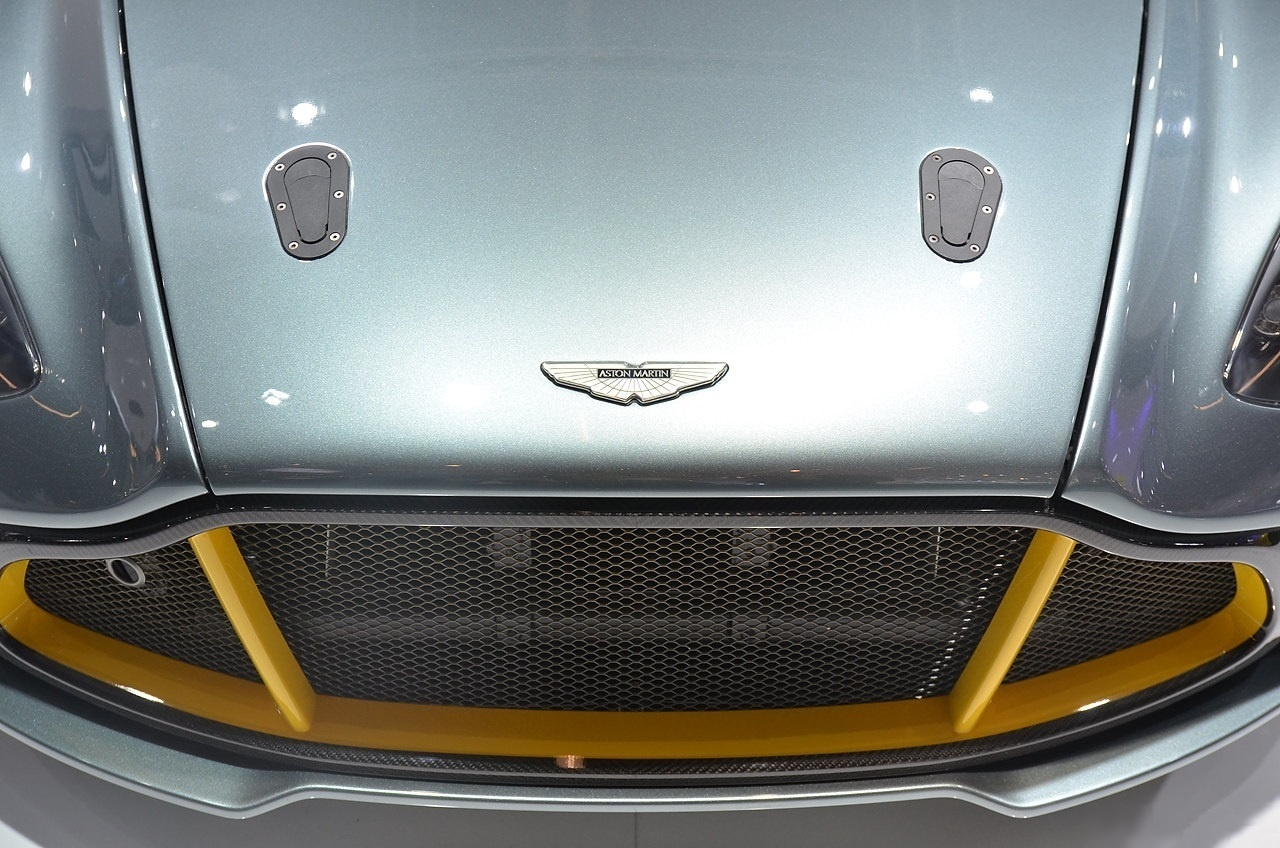
Front mit sogenanntem Lipstick

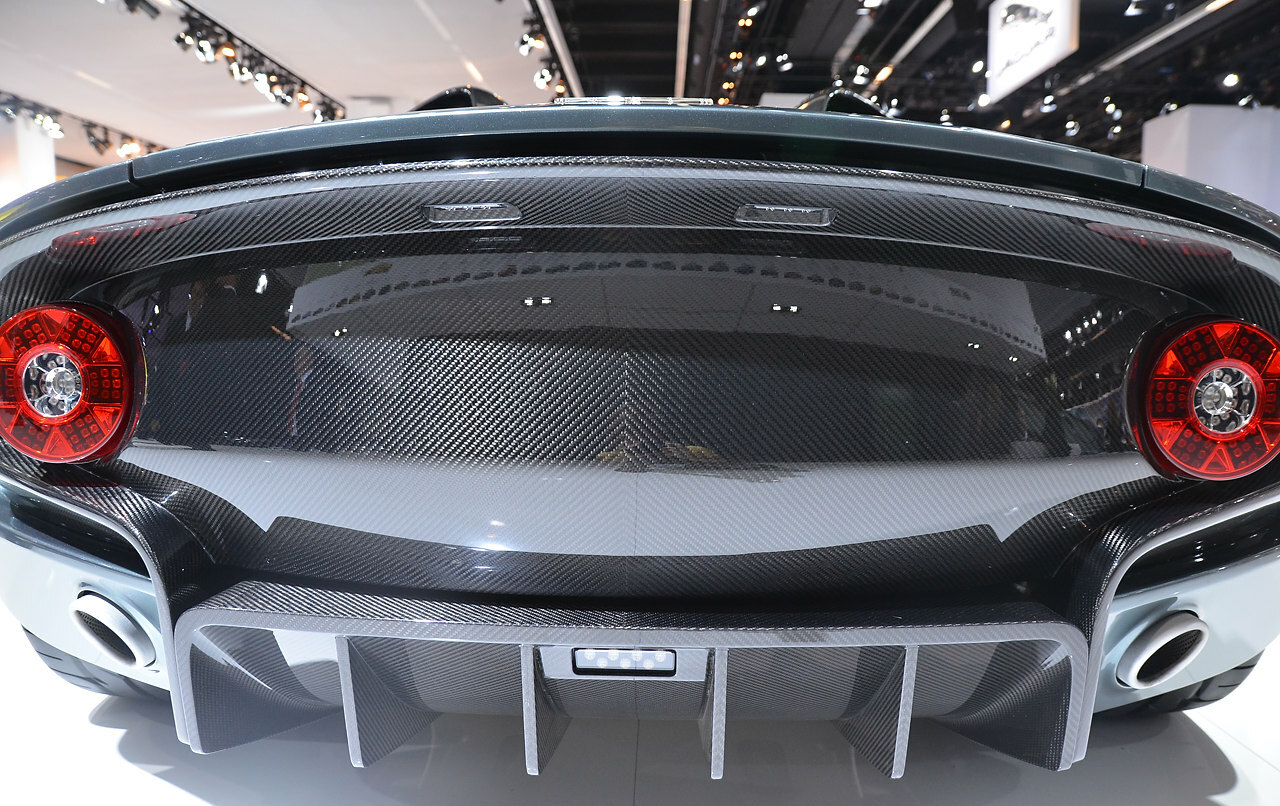
Heckpartie

Anders als beim Aston Martin DBR1 ist der Fahrersitz im CC100 auf der linken Seite eingebaut. Die Carbonschalensitze von Sparco sind mit Alcantara überzogen und haben zusätzlich Lederauflagen des schottischen Herstellers Bridge of Weir, dessen Leder unter anderem im McLaren F1 und dem DeLorean DMC-12 verwendet wurde. Auch die Armlehne zwischen Fahrer und Beifahrer ist mit Leder bespannt. Dort findet man auch ein kleines Emblem des Individualisierungsprogramms Q by Aston Martin. Zur Sicherheitsausstattung des CC100 gehören ein Lenkrad mit Quick-release-Vorrichtung sowie ein Feuerlöscher im Fußraum des Beifahrers.

## Technik
Technisch basiert der CC100 auf dem Aston Martin V12 Vantage Roadster, dessen VH-Chassis (vertical-horizontal) mit Ausnahme der um 100 mm verbreiterten Spur unverändert übernommen wurde. Die Karosserie und das Interieur bestehen aus 55 kohlenstofffaserverstärkten Kunststoffteilen (CfK), die von Aston Martin entworfen und von Multimatic produziert wurden. Durch den Einsatz des leichten Materials wurde das Leergewicht des CC100 gegenüber dem V12 Vantage Roadster um 390 kg auf nun 1370 kg gesenkt.
Angetrieben wird der CC100 von einem V12-Saugmotor mit 5935 cm³ des Typs AM11. Den gleichen Motor hatte das Flaggschiff-Modell Vanquish. Zu den Leistungsdaten machte Aston Martin zunächst keine Angaben, jedoch wurde später bekannt, dass der Motor wie im Vanquish 416 kW (565 PS) bei 6750/min leistet. Das maximale Drehmoment liegt bei 620 Nm. Die Beschleunigung von 0 auf 100 km/h ist offiziell mit „knapp über 4 Sekunden“ angegeben. Die Höchstgeschwindigkeit beträgt mit elektronischer Abriegelung 290 km/h. Das Motorsteuergerät stammt von Bosch Motorsport. Die Kraft wird über ein automatisiertes sequentielles 6-Gang-Getriebe von Oerlikon Graziano auf die Hinterräder übertragen. Geschaltet wird mit Schaltwippen am Lenkrad; die Ganganzeige befindet sich auf dem Display dahinter.
Die Bremsanlage mit gelochten Bremsscheiben von Brembo und Bremsleitungen von Goodridge ist die gleiche wie im V12 Vantage Roadster, jedoch auf höhere Belastungen bei Fahrten auf Rennstrecken ausgelegt. Der CC100 hat verstellbare Vierwegedämpfer und Bridgestone-Reifen des Typs Potenza RE-11 mit den Maßen 225/30R18.

## Chassis 2
Der CC100 war von Aston Martin zunächst als Einzelstück geplant. Im Juli 2013 wurde jedoch bekannt, dass Aston Martin im Kundenauftrag einen zweiten CC100 bauen werde, der eine Straßenzulassung erhalten solle, die für das erste Chassis nicht vorgesehen war. Ansonsten unterscheidet sich das zweite Exemplar nur äußerlich vom ersten. Während die Grundfarbe Alloro Green bleibt, ist die Kontrastfarbe der zweiten Karosserie – ebenfalls angelehnt an einen DBR1 – Blau statt Gelb. Des Weiteren ist das Leder im Innenraum schwarz statt braun. Chassis 2 nahm 2015 am Goodwood Festival of Speed teil und fuhr – wie zwei Jahre früher schon Chassis 1 – mehrere Male über die Bergstrecke.

## Trivia
Der erste gebaute CC100 hat keine Straßenzulassung. Im Rahmen des 24-Stunden-Rennens auf dem Nürburgring 2013 am Vortag der Premiere wurde er aber mit rotem Kennzeichen kurzzeitig im öffentlichen Straßenverkehr bewegt.